# Dinotopia
Dinotopia è un luogo fittizio creato dall'immaginazione dell'autore e illustratore James Gurney. Vi sono ambientate le vicende del libro illustrato per ragazzi Dinotopia, dei seguiti del libro (Dinotopia: The World Beneath, Dinotopia: First Flight e Dinotopia: Journey to Chandara), della miniserie televisiva e della serie televisiva. È stata pubblicato anche una versione flip-up per bambini.
Il nome significa sia "paese dei dinosauri" sia, ironicamente, "posto terribile", poiché in greco δεινός (deinos) significa terribile mentre τόπος (topos) significa posto.

## L'isola
Sull'isola nascosta di Dinotopia gli esseri umani e i dinosauri vivono e lavorano insieme in armonia, salvo per i pochi predatori che vagano per la terra. È un luogo utopico: un posto che possiede ancora quell'armonia e quella bellezza che sono stati persi dal resto del mondo.
La trama di Dinotopia: una terra fuori dal tempo ha come protagonisti Arthur Dennison, suo figlio Will e la diversa gente che essi incontrano nei viaggi di Dinotopia. La storia è scritta in prima persona, tale che sembri il diario di Arthur. I Dennison (padre e figlio) sono naufragati nei pressi di Dinotopia, e vengono in seguito ritrovati da membri dell'Hatchery, un allevamento dove nascono i dinosauri assistiti da diversi esseri umani.
Un elemento importante della storia è il fatto che Dinotopia è circondata da una zona sempre in tempesta che impedisce a chiunque di lasciare l'isola.

## I libri
Dal 1995 James Gurney ha scritto assieme a molti altri autori una serie di brevi romanzi per bambini, che utilizzano i caratteri e i temi dell'originale Dinotopia, pubblicati da Random House:
1. Windchaser di Scott Ciencin
2. River Quest di John Vornholt
3. Hatchling di Midori Snyder
4. Lost City di Scott Ciencin
5. Sabertooth Mountain di John Vornholt
6. Thunder Falls di Scott Ciencin
7. Firestorm di Gene De Weese
8. The Maze di Peter David
9. The Rescue Party di Mark A. Garland
10. Skydance di Scott Ciencin
11. Chomper di Don Glut
12. Return to Lost City di Scott Ciencin
13. Survive! di Brad Strickland
14. The Explorers di Scott Ciencin
15. Dolphin Watch di John Vornholt
16. Oasis di Cathy Hapka

Due altri romanzi di carattere fantastico per adulti sono stati pubblicati anche con l'autorizzazione di Gurney, scritti da Alan Dean Foster: Dinotopia Lost  (nel 1996) e Hand of Dinotopia (1999).

## Altri media
Una miniserie TV in tre parti dal titolo Dinotopia, prodotta da Hallmark Entertainment e diretta da Marco Brambilla, è stata creata dall'opera di James Gurney e diventata a sua volta il pilota per una serie TV, Dinotopia. Esiste anche un film animato chiamato Dinotopia - Alla ricerca del rubino del sole (Dinotopia: Quest for the Ruby Sunstone). Sono stati prodotti molti giochi per computer del film, tra cui Dinotopia: The Timestone Pirates e Dinotopia Game Land Activity Center.